# Droit de préemption urbain
Pour les articles homonymes, voir DPU.
En France, le droit de préemption urbain (DPU) est l'un des droits de préemption prévus par le droit public. Il est attribué aux communes dotées d'un plan local d'urbanisme, d'un plan d'occupation des sols ou d'une carte communale.
Ce droit permet à la commune d'acquérir prioritairement un bien foncier ou immobilier lorsque celui-ci est sur le point d'être vendu. Lorsqu'un propriétaire vend un terrain ou une maison à un acheteur, avant que la vente ne soit conclue, la commune doit s'exprimer sur sa volonté d'user de son droit de préemption. Si elle choisit de le faire, elle devient prioritaire pour l'acquisition du bien. Sinon, la vente suit son cours normal.
Grâce au droit de préemption urbain, une commune peut ainsi acquérir des biens dont elle a besoin pour mener à bien ses projets d'aménagement (exemple : maison située sur le tracé d'un projet de voirie), sans avoir recours à l'expropriation, et son caractère brutal. Par contre, la préemption, qui se fait au moment où le propriétaire décide de vendre son bien implique que la décision d'acquérir ces propriétés soit prise bien avant que le projet ne soit en phase opérationnelle, engendrant ainsi un coût de portage foncier supplémentaire.
Par ailleurs, ce droit permet à la commune d'avoir une bonne connaissance du marché immobilier sur son territoire, ce qui est une raison de l'importance des zones soumises au DPU et au faible nombre de décisions de préemptions (1 % des cas environ).

## Historique
Le droit de préemption urbain succède à celui des zones d'intervention foncières (ZIF), créé par la Loi Galley. Il s'agissait alors d'une zone créée de plein droit à l'occasion de l'approbation d'un plan d'occupation des sols (POS) par une commune de plus de 10 000 habitants, sur ses zones urbaines. Les communes de moins de 10 000 habitants dotées d'un POS pouvaient créer, à titre facultatif, une zone d'intervention foncière, et les communes de plus de 10 000 habitants pouvaient décider de réduire son périmètre ou de supprimer la zone d'intervention foncière.
La Loi "Méhaignerie" remplaça les ZIF par le droit de préemption urbain. Comme les zones d'intervention foncières, ou le régime actuel de ce droit de préemption, le droit de préemption urbain s'appliquait aux communes dotées d'un plan d'occupation des sols, et sur les zones urbaines ou d'urbanisation future de ce plan.
La loi relative à la solidarité et au renouvellement urbains (dite « Loi SRU ») a profondément remanié le droit de préemption urbain, qui a été modifié par la loi urbanisme et habitat afin d'étendre le droit de préemption urbain aux communes dotées d'une carte communale.

## Régime actuel
Le régime actuel du droit de préemption urbain résulte essentiellement de la loi SRU. Il a été modifié notamment pour permettre la création d'un droit de préemption urbain spécifique sur les cartes communales.
Il est défini aux articles L 211-1 et suivants, R 211-1 et suivants du code de l'urbanisme. Sa mise en œuvre, commune avec le régime des zones d'aménagement différé (ZAD), est définie aux articles L 213-1 et suivants et R 213-1 et suivants du même code.

### Objectifs
Le droit de préemption peut être utilisé afin de réaliser une ou des actions ou opérations d'aménagement visées par l'article L300-1 du code de l'urbanisme, en vue de mettre en œuvre : 
- un projet urbain,
- une politique locale de l'habitat,
- d'organiser le maintien, l'extension ou l'accueil des activités économiques,
- de favoriser le développement des loisirs et du tourisme,
- de réaliser des équipements collectifs,
- de lutter contre l'insalubrité, de permettre le renouvellement urbain,
- de sauvegarder ou de mettre en valeur le patrimoine bâti ou non bâti.

ou pour constituer des réserves foncières en vue de permettre la réalisation de ces actions ou opérations d'aménagement.
Depuis la Loi no 2006-685 du 13 juin 2006, le DPU peut également être utilisé pour assurer le maintien des locataires dans un immeuble d'habitation, afin de permettre une réaction contre les ventes d'immeubles dites "à la découpe".
Un DPU particulier est instauré de plein droit par l'article L 616 du code de la Construction et de l'habitation, afin de permettre le maintien dans les lieux d'une personne dont l'habitation principale fait l'objet d'une saisie immobilière.

### Création
Lorsqu'une commune est dotée d'un Plan local d'urbanisme (PLU) ou d'un Plan d'occupation des sols (POS) approuvé, le conseil municipal ou l'organe délibérant de l'EPCI peut créer le droit de préemption urbain.
Cette délibération fixe les secteurs de la commune concernés, qui doivent être : 
- des zones urbaines (zones "U") ou des zones d'urbanisation future (zones "NA" du POS ou "AU" du PLU).
- ou des périmètres de protection rapprochée de prélèvement d'eau définis en application de l'article L 1321-2 du Code de la santé publique
- ou dans un périmètre soumis à un plan de prévention des risques technologiques en application du I de l'article L.515-16 du Code de l'environnement
- ou dans les zones humides ou de prévention des crues prévues au II de l'article L.211-12 du code de l'environnement
- ou dans un secteur sauvegardé défini à l'article L 313-1 du Code de l'urbanisme et qui ne sont pas soumis au régime des ZAD.

Dans les communes soumises à une carte communale, le conseil municipal peut également déterminer d'instaurer des secteurs de DPU, mais qui sont exclusivement destinés à la réalisation d'équipements ou d'opérations définis par cette délibération.
Les délibérations créant un DPU sont valables sans limitation de durée. Elles peuvent être modifiées par le conseil municipal ou l'organe délibérant de l'EPCI.

#### Délégation du droit de préemption
Le titulaire du droit de préemption peut déléguer son droit à l'État, à une collectivité locale, à un établissement public y ayant vocation ou au concessionnaire d'une opération d'aménagement. 
C'est ensuite le délégataire du droit de préemption qui exerce toutes les responsabilités dans le cadre de la procédure de préemption et qui, à son terme, devient propriétaire du bien.

### Opérations concernées
Sont soumises au droit de préemption toutes les ventes ou cessions à titre onéreux, tous apports en société de tout ou partie d'un bien immobilier, bâti ou non bâti, situé dans un secteur où le DPU a été rendu applicable.
Dans l'hypothèse où seule une partie de la propriété vendue est située dans une zone où le droit de préemption s'applique, la collectivité peut préempter cette partie. Toutefois, le propriétaire peut exiger que la totalité de son bien soit acheté, afin d'éviter qu'il ne reste avec une partie de la propriété qui ne lui serait pas utile.
Les donations ou les héritages ne sont pas soumis au droit de préemption.

#### DPU simple
S'il est créé sans précision particulière, le droit de préemption urbain n'est pas applicable aux opérations suivantes : 
- aux copropriétés créées depuis plus de 10 ans ;
- à la cession de parts ou d'actions de sociétés visées aux titres II et III de la loi nº 71-579 du 16 juillet 1971 et donnant vocation à l'attribution d'un local d'habitation, d'un local professionnel ou d'un local mixte et des locaux qui lui sont accessoires[10] ;
- aux parts ou actions de sociétés d'attribution visées aux titres II et III de la loi no 71-579 du 16 juillet 1971 relative à diverses opérations de construction, qui font l'objet d'une cession avant l'achèvement de l'immeuble ou pendant une période de dix ans à compter de son achèvement ;
- à la cession de la majorité des parts d'une société civile immobilière, lorsque le patrimoine de cette société est constitué par une unité foncière, bâtie ou non, dont la cession serait soumise au droit de préemption[11].

#### DPU renforcé
Le conseil municipal ou l'organe délibérant de l'EPCI peut décider, par délibération motivée, de rendre applicable aux opérations mentionnées ci-dessus le droit de préemption, sur tout ou partie des zones d'application du DPU. Les cessions de parts de sociétés civiles immobilières constituées exclusivement entre parents  et alliés jusqu'au quatrième degré inclus restent exclues du champ d'application du DPU renforcé.

#### Opérations et biens exclus du DPU
L'article L. 213-1 du Code de l'urbanisme exclut du champ d'application du droit de préemption un certain nombre d'opérations, telles que les ventes entre coïndivisaires, par exemple dans le cas d'un partage après succession, ou les biens faisant l'objet de certaines mises en demeure d'acquérir dans le cadre de l'exercice du droit de délaissement.

#### Terrains publics et droit de priorité
La Loi d'orientation pour la ville (LOV) du 13 juillet 1991 avait prévu la création d'un droit de préférence au profit des communes lorsque l'État vendait des éléments de son patrimoine immobilier, afin de permettre de disposer de terrains destinés à la création d'équipements ou de logements.
Afin de faciliter la cession des actifs immobiliers de l'État et de certains de ses établissements publics, la loi Engagement national pour le logement (Loi ENL) a fusionné ce droit de priorité et le droit de préemption urbain.
Désormais, ce droit de priorité, codifié aux articles L 240-1 et suivants du Code de l'urbanisme concerne les biens que l'État, RFF, Voies navigables de France et d'autres organismes publics ou contrôlés par l'État souhaite vendre et profite aux communes, EPCI ou à leurs délégataires. Il se substitue au DPU, et s'exerce pour les mêmes objets.
Le bénéficiaire peut décider d'acheter le bien soit au prix fixé par le service France Domaine, soit avec la décote prévue à l'article L. 3211-7 du Code général de la propriété des personnes publiques (CGPPP), soit au prix fixé par le juge de l'expropriation dans des conditions comparables à celles du droit de préemption urbain.

### Procédure de préemption
Le vendeur, ou, plus généralement le notaire, notifie au titulaire du droit de préemption le projet de cession lorsqu'il est soumis au régime du DPU, par ce qu'on appelle une déclaration d'intention d'aliéner (DIA). Ce titulaire a alors deux mois, jour pour jour, pour notifier sa décision de préempter le bien, soit au prix demandé par le vendeur, soit à un prix inférieur.
Le silence de l'administration pendant ces deux mois vaut renonciation à l'exercice du droit de préemption. 
Cette renonciation est valable indéfiniment, mais uniquement pour le vendeur concerné et pour le prix exact mentionné à la DIA, et le vendeur peut donc céder librement son bien à ces conditions, à l'acheteur initialement prévu ou à toute autre personne.
La renonciation au DPU n'implique donc nullement que l'administration n'exercera pas ultérieurement son droit de préemption si le bien est remis sur le marché à un autre prix : les projets de la collectivité, ses moyens financiers ou les conditions du marché immobilier peuvent avoir évolué entre les deux DIA.
Le prix de la préemption est fixé librement par la collectivité, mais celle-ci doit préalablement demander l'avis à France domaine, service des impôts chargé notamment des évaluations des biens immobiliers pour le compte du secteur public.

#### Préemption au prix demandé par le vendeur
La collectivité peut donc estimer que la valeur demandée par le vendeur correspond à la réalité du marché, et décider de préempter le bien à ce prix.
Dans ce cas, le vendeur est lié par son prix, et la vente est donc obligatoire.

#### Préemption à un prix inférieur
La collectivité peut également proposer un prix inférieur à celui demandé par le vendeur.
Dans ce cas, le vendeur a deux mois pour soit :
- accepter le prix proposé par la collectivité. Puisqu'il y a accord, la vente se fait donc au profit de la collectivité.
- refuser de vendre au prix déterminé par la personne publique, et demander que le prix soit fixé par le juge de l'expropriation.
- renoncer à l'aliénation[17] (i.e. au transfert à autrui de sa propriété).

Le silence du propriétaire pendant les deux mois suivant la décision de préemption vaut renonciation à l'aliénation.
En cas de refus d'aliéner au prix fixé par la personne publique, le propriétaire peut demander au titulaire du droit de préemption de saisir le juge de l'expropriation afin qu'il détermine la valeur du bien. Devant ce juge, la présence d'un avocat n'est pas obligatoire. Toutefois, le propriétaire a intérêt à s'entourer de conseils éclairés, car il doit argumenter la valeur de son bien, notamment en produisant des références de ventes de biens comparables au sien à un prix justifiant son évaluation. Depuis l'intervention de la Loi Urbanisme et Habitat, le vendeur peut demander à l'administration fiscale de lui communiquer des éléments justificatif du marché immobilier.
L'administration en fera de même et le juge, après visite des locaux, fixera un prix. Bien évidemment, les voies de recours habituelles des jugements judiciaires s'appliquent (appel, pourvoi en cassation).
Au terme de cette procédure de fixation judiciaire du prix, plusieurs cas peuvent se présenter : 
- Vendeur et collectivité sont d'accord sur le prix fixé par le juge. La vente se fait donc au profit de la collectivité.
- Le vendeur estime le prix insuffisant : il renonce à la vente et demeure propriétaire de son bien qu'il peut utiliser comme il l'entend. S'il envisage à nouveau de vendre, il devra souscrire une nouvelle DIA, permettant ainsi l'ouverture d'une nouvelle procédure de préemption fondée sur le nouveau prix du vendeur.
- La collectivité estime le prix fixé par le juge exagéré et renonce de ce fait à la procédure de préemption. Dans ce cas, le propriétaire peut vendre librement son bien, pendant 5 ans, au prix fixé par le juge, indexé sur l'indice du coût de la construction[18].

Si le vendeur et la collectivité ne se prononcent pas officiellement dans le délai de 2 mois après que la fixation judiciaire du prix est devenue définitive, ils sont censés accepter ce prix et la vente doit donc être conclue.

### Contentieux
Indépendamment du contentieux sur la valeur de la propriété préemptée, mentionnée au paragraphe Préemption à un prix inférieur, le propriétaire, l'acheteur et le préfet (dans le cadre du contrôle de légalité) peuvent contester la légalité de la décision de préemption, soit sur la forme (la décision n'est pas signée par une personne régulièrement habilitée, la procédure n'a pas été respectée, la décision n'est pas ou mal motivée), soit sur le fond (la décision de préemption est prise pour un motif irrégulier).
Ce contentieux se fait dans le cadre du recours pour excès de pouvoir devant le tribunal administratif, et ne nécessite pas l'intervention obligatoire d'un avocat (mais son assistance est recommandée pour les personnes qui n'ont pas une bonne connaissance de cette procédure).
Dans l'hypothèse où la décision de préemption serait annulée par le tribunal administratif après que la vente à la commune a été signée, l'administration devra proposer au vendeur et à l'acheteur évincé la rétrocession de la propriété.

### Utilisation d'un bien préempté
La collectivité n'est pas tenue de respecter dans la durée la cause de la préemption, telle qu'elle est mentionnée dans la motivation, car les besoins ont pu évoluer, mais elle doit respecter les motifs légaux qui permettent l'exercice du droit de préemption, rappelés au paragraphe objectifs.
Si la collectivité souhaite vendre ce bien à un organisme privé autre qu'un organisme HLM ou un organisme chargé de l'opération d'aménagement, elle doit le faire par une délibération motivée.

### Garanties du vendeur
Le droit de préemption garantit un certain nombre de droits au propriétaire et aux personnes concernées, en limitation ou en contrepartie des contraintes générées par ce régime.

#### La motivation de la décision de préemption
La décision de préemption doit être motivée, c’est-à-dire qu'elle doit préciser l'objectif poursuivi par la collectivité qui rend nécessaire l'acquisition du bien.
Il s'agit d'une exigence strictement sanctionnée par la jurisprudence administrative, qui annule systématiquement les décisions de préemptions motivées par des raisons floues, pour permettre la réalisation d'un projet qui n'a pas fait l'objet d'études significatives au moment où intervient la décision de préemption.
Toutefois, lorsque la commune a  délibéré pour définir le cadre des actions qu'elle prévoit de réaliser dans le cadre d'un programme local de l'habitat ou d'un programme de construction de logements locatifs sociaux, ainsi que lorsqu'elle a délimité des périmètres d'intervention pour aménager et améliorer leur qualité urbaine, la motivation de la préemption peut se limiter à rappeler les termes de sa délibération de principe.

#### Le paiement du prix
Lorsqu'il y a accord sur prix de la préemption, l'acte de vente doit être signé dans les 3 mois de cet accord, 
et le prix payé dans les 4 mois.

#### La consignation en cas de désaccord sur le prix
Afin d'éviter qu'une collectivité ne fausse le marché en préemptant systématiquement les biens vendus à des prix dérisoires, engendrant l'abandon des ventes ou d'importants retards, la collectivité doit consigner 15 % du montant de l'évaluation faite par l'administration des domaines lorsque le propriétaire demande la saisine du juge de l'expropriation. L'absence de justification de la consignation dans le délai légal annule la procédure de préemption et le propriétaire peut librement vendre son bien aux conditions de la DIA.

#### Le droit de délaissement
Alors que le DPU s'applique habituellement après que le vendeur a trouvé un acheteur, il peut néanmoins mettre en demeure la collectivité d'acheter son bien. Soit la collectivité accepte le prix demandé, soit le prix est fixé par le juge de l'expropriation. Si la collectivité refuse la mise en demeure ou refuse le prix fixé judiciairement, le propriétaire est libre de céder son bien au prix qu'il demandait ou au prix fixé par le juge.

#### Le droit de rétrocession
Si la collectivité décide de vendre ou d'utiliser une propriété acquise dans le cadre du DPU depuis moins de 5 ans pour un but autre que l'un de ceux permettant l'usage du droit de préemption, rappelés au paragraphe objectifs, il doit proposer aux anciens propriétaires (ou à leurs héritiers) de racheter la propriété. Si les anciens propriétaires refusent le rachat, la collectivité doit proposer à l'acheteur évincé (s'il était mentionné dans la DIA) l'acquisition du bien.
En cas de désaccord sur le prix de ce rachat, le juge de l'expropriation fixe ce prix. 
Ce n'est qu'après le refus de l'ancien du propriétaire et de l'acheteur que la collectivité peut utiliser ou céder librement la propriété préemptée depuis moins de cinq ans.

## Bilan statistique du DPU
Dans le cadre de l'élaboration de la Loi de finances pour 2006, le Ministère des transports, de l'équipement, du tourisme et de la mer a fourni une note indiquant qu'à cette époque, près de 96 % des communes dotées d'un POS avaient instaurées un droit de préemption urbain sur la quasi-totalité de leurs zones "U" et "NA". Ce droit de préemption reste contrôlé par les communes, puisqu'il n'est délégué que dans 12 % des cas à une structure intercommunale.
Il est d'usage rare : 0,6 % des DIA aboutissent à une décision de préemption alors que 60 % de ces préemptions aboutissent à une vente effective au profit de la collectivité.
Toutefois le vendeur pouvant renoncer à conclure, les statistiques sur les transactions réelles font état de d'un taux de préemption de 1 à 2 % des ventes, le plus souvent à l'amiable